# Розумний лічильник

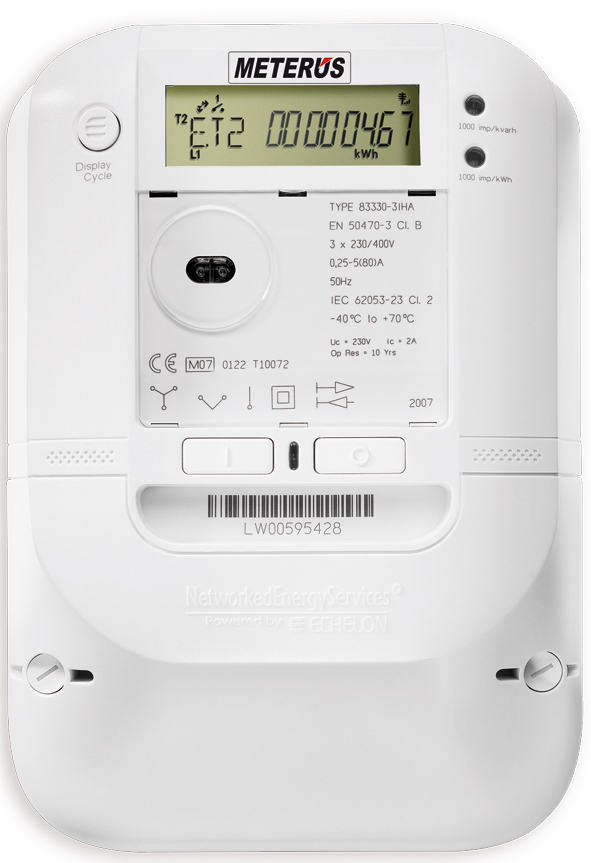
Розумний лічильник, базований на протоколі збору інформації Open smart grid protocol

Розу́мний лічи́льник — узагальнене поняття, що може застосовуватись до електронного пристрою, який записує споживання електроенергії, тепла чи води, при цьому додатково тарифікуючи облік по часу доби (для електроенегрії) чи по температурі енергоносія та його об'єму (гаряча вода, централізоване опалення)), щогодинно або частіше і надсилає інформацію постачальнику не рідше ніж щодня для моніторингу та виставлення рахунків. Як правило, під поняттям «розумний лічильник» мають на увазі лічильник електричної енергії, як найбільш легкий до реалізації та встановлення на існуючу інфраструктуру ліній, проте, можуть використовуватись лічильники на теплопостачання та гарячу воду. Розумні лічильники надають можливість двостороннього зв'язку між центральною системою та лічильником, а в деяких випадках може надаватись доступ в такій базі даних для абонента через мережу Інтернет або через мобільний телефон. На відміну від домашніх лічильників споживання електроенергії, розумні лічильники можуть збирати дані для звітування віддалено. Таким чином передова вимірювальна інфраструктура відрізняється від традиційної автоматизованої системи комерційного обліку електроенергії (АСКОЕ) тим, що надає можливість двостороннього зв'язку з лічильником.

## Коротка історія
У 1972, Теодор Джордж «Тед» Параскевакос під час роботи з Boeing у Хантсвілі, Алабама, розробив систему датчиків моніторингу, яка використовувала цифровий зв'язок для систем охоронної, пожежної та медичної сигналізації, а також зчитування показів для постачальників. Ця технологія була відгалуженням системи автоматичного визначення телефонного номера.
У 1974 Параскевакосу був виданий патент США на цю технологію. У 1977, він запустив Metretek, Inc., яка розробляла та виробляла першу повністю автоматизовану комерційно доступну систему віддаленого зчитування та керування навантаженням. Оскільки ця система з'явилась до появи Інтернет, Metretek використав мінікомп'ютер IBM series 1. На цей підхід Параскевакосу та Metretek були видані численні патенти.

## Технології
Для усіх технологій інтелектуальних вимірювань критичною проблемою є зв'язок. Кожен лічильник повинен надійно і безпечно обмінюватись зібраною інформацією з деякою центральною установою. Через умови та місця можливого встановлення лічильників проблема може бути складною. Як рішення запропоновані: стільникові та пейджингові мережі, супутниковий зв'язок, радіоканал на діапазоні частот, що підлягає ліцензуванню, комбінація каналів на діапазонах частот, що підлягають ліцензуванню, та діапазонах частот, що не підлягають ліцензуванню, зв'язок по лініям живлення. Критичним є не тільки середовище зв'язку, але і тип мережі. Можливі фіксована безпровідна мережа, меш-мережа та їх комбінація, включаючи Wi-Fi та інші пов'язані з Інтернет мережі. На сьогодні здається, що оптимального варіанта для всіх випадків не існує. Умови у сільській місцевості відрізняються від умов міста, а важкодоступні місця у гористій місцевості взагалі погано покриті безпровідними мережами та інтернет-провайдерами.
На додачу до зв'язку з зовнішньою мережею розумні лічильники можуть бути частиною мережі будинку, яка включає дисплей і комунікаційне обладнання для забезпечення зв'язку інших розумних лічильників із зовнішньою мережею. Технології мереж будинку відрізняються у різних країнах, але включають зв'язок по електромережі та ZigBee.

### Протоколи
ANSI C12.18 це стандарт, прийнятий Американським національним інститутом стандартизації, що описує двонаправлений протокол зв'язку з лічильником через оптичний порт ANSI Type 2 і визначає низькорівневі деталі протоколу. Використовується переважно на ринках Північної Америки. ANSI C12.19 визначає таблиці даних, які використовуються. ANSI C12.21 є розширенням C12.18, яке визначає порядок використання модемів замість оптичних комунікацій, тому він більш придатний для автоматичного зчитування показів.
У Європі для зчитування показів використовуються протоколи під спільною назвою Meter-Bus.
IEC 61107 визначає протокол зв'язку з розумними лічильниками, опублікований Міжнародною електротехнічною комісією. Широко використовується у Європейському Союзі. IEC 61107 був замінений IEC 62056, але досі використовується через простоту. Він передбачає надсилання даних у коді ASCII з використанням послідовного порту. Фізичним середовищем розповсюдження сигналу може бути світло, що випромінюється світлодіодом та приймається фотодіодом, або пара провідників, у яких електричний сигнал модулюється за EIA-485. Протокол є напівдуплексним. IEC 61107 пов'язаний з, протоколом FLAG, з яким його часто плутають. Ferranti і Landis + Gyr були одними з перших прихильників стандарту інтерфейсу, який в кінцевому підсумку став підмножиною IEC1107.
Open Smart Grid Protocol (OSGP) це сімейство специфікацій, опублікованих Європейським інститутом телекомунікаційних стандартів (ETSI), яке використовується спільно зі стандартом мережі керування ISO/IEC 14908 для розумних лічильників та застосувань у розумних енергосистемах. Мільйони розумних лічильників, що використовують OSGP, встановлено по всьому світу. У протоколі OSGP виявлені численні недоліки безпеки.
Зараз існує тренд до використання технології TCP/IP як спільної комунікаційної платформи для застосувань розумних лічильників, тому компанії розгортають багато комунікаційних систем, які використовують технології IP як спільну платформу керування. Універсальний інтерфейс для зчитування показів повинен дозволяти розробку і масове виробництво розумних лічильників та пристроїв розумних енергосистем до встановлення стандартів обміну. Тоді відповідні комунікаційні модулі можуть бути додані або замінені без зусиль. Це зменшить ризик інвестицій у невдалий стандарт і дозволить використовувати єдиний продукт по всьому світу навіть за наявності регіональних відмінностей стандартів зв'язку.
Деякі розумні лічильники можуть використовувати для тестування інфрачервоний світлодіод, який передає незашифровані дані користувача і обходить тим самим систему захисту лічильника у реальному часі.

### Керування даними
Іншою критичною технологією для систем розумних лічильників є технологія інтеграції мереж розумних лічильників із застосуваннями постачальників, зокрема з виставленням рахунків. Це включає систему керування даними.
Також для реалізації розумних енергосистем важливо, щоб технології зв'язку по електромережам, які використовуються в мережі будинку, були стандартизовані та сумісні.
Домова мережа дозволяє системам  опалення, вентиляції та кондиціювання повітря та іншим домашнім приладам взаємодіяти з розумним лічильником і постачальником. Наданий час існує декілька розроблених стандартів вузькосмугового та широкосмугового зв'язку, які несумісні між собою. Для виправлення цієї ситуації NIST заснував групу PAP15, яка вивчатиме та рекомендуватиме механізми співіснування з прицілом на гармонізацію стандартів зв'язку по електромережам для домових мереж. Метою групи є впевнитись, що технології зв'язку по електромережам, обрані для побудування домових мереж, можуть щонайменше співіснувати.
Двома обраними технологіями зв'язку по електромережам є HomePlug AV / IEEE 1901 та ITU-T G.hn. Робочі групи цих організацій працюють над розробкою прийнятних механізмів співіснування. ««HomePlug Powerline Alliance»» розробив новий стандарт зв'язку по електромережам у домових мережах під назвою HomePlug Green PHY. Він є інтероперабельним та може співіснувати з широко розповсюдженим HomePlug AV та з новим стандартом IEEE 1901, і базується на широкосмуговій технології OFDM. ITU-T введений в 2010 році новий проект під назвою G.hnem, для керування енергоспоживанням у домових мережах, побудований на основі існуючих технологій вузькосмугового низькочастотного OFDM.
Проект ««PowerMeter»» від «Google» до свого закриття у 2011 був спроможний використовувати розумні лічильники для відслідковування споживання електроенергії.

## Безпека
Реалізація протоколів безпеки, які захищають пристрої від зловмисних атак та нових експлойтів, є проблемним завданням.
Поточна версія IEC 62056 включає можливість зашифрувати дані вимірювань, додати код автентифікації повідомлень або електронний цифровий підпис.
Запропоновано метод перевірки даних вимірювань, що включає аналіз даних у реальному часі для виявлення аномалій. Виявляючи експлойти по мірі їх використання зловмисниками, система виявлення вторгнень буде знижувати ризики постачальників від крадіжки енергії споживачами і від атак відмова від обслуговування з боку хакерів.
У Великій Британії Data Communication Company, яка передає команди від постачальників до розумних лічильників, додатково перевіряє на аномалії команди, які надсилаються та підписуються постачальниками енергії.

## Передова вимірювальна інфраструктура
Передова вимірювальна інфраструктура це сукупність систем, що вимірюють споживання енергії, збирають та аналізують дані щодо споживання, взаємодіють з пристроями обліку, як то лічильники електричної енергії, газові лічильники, лічильники тепла, лічильники води, за запитом або за розкладом. Ці системи включають апаратне та програмне забезпечення, засоби зв'язку, засоби відображення та керування з боку користувачів, пов'язані системи споживачів, програмне забезпечення керування даними та бізнес-системи постачальника. Системи, які здатні тільки збирати дані вимірювань, не відносяться до передової вимірювальної інфраструктури.
Урядові агентства та гравці ринку звернулись до передової вимірювальної інфраструктури як частини більших ініціатив щодо розумних енергосистем. Передова вимірювальна енергосистема розширяє систему зчитування показів додаванням двостороннього зв'язку з лічильником, дозволяючи надсилати різні команди домогосподарству, включаючи цінову інформацію у момент споживання, відповіді на попит або віддалене вимкнення послуг. Бездротові технології є найважливішими елементами мережі зони «сусідства», що агрегують меш-мережі до тисяч метрів для штаб-квартири підрозділу ІТ постачальників.
Мережа між вимірювальними пристроями та бізнес-системами дозволяє збирати та поширювати інформацію до споживачів, постачальників, розподільчих компаній та постачальників послуг. Це дозволяє переліченим підприємствам брати участь у послугах відповіді на попит. Споживачі можуть використовувати інформацію, надану системою, щоб змінити звичні шаблони споживання для отримання вигоди від нижчих цін. Ціноутворення може використовуватись для стримування пікового споживання.

## Критика та застереження
Дехто висловлює застереження, пов'язані з витратами, здоров'ям, пожежною безпекою, безпекою даних та недоторканністю приватного життя через ефекти розумних лічильників та віддалено керований вимикач, який наявний у більшості з них. Багато з цих застережень відносяться до розумних лічильників з безпровідними інтерфейсами без домашнього моніторингу енергії, функцій керування або безпеки. Рішення, які тільки виконують вимірювання, хоча користуються популярністю у постачальників комунальних послуг, тому що вони підходять під існуючі бізнес-моделі і мають дешеві авансові капітальні витрати, часто підпадають під критику. Часто концепції розумної енергосистеми та розумного дому дискредитовані за рахунок плутанини щодо різниці між технологіями керуванням домом і домової мережі і передовою вимірювальною інфраструктурою. Посадові особи Іллінойсу і Коннектикуту заявили, що вони не вірять у те, що інтелектуальні лічильники надають будь-які фінансові вигоди для споживачів, хоча витрати на їх встановлення перекладені на самих споживачів.

### Здоров'я та безпека
Більшість застережень щодо здоров'я зумовлені радіовипромінюванням безпровідних розумних лічильників.
Члени зборів штату Каліфорнія попросили Каліфорнійську Раду з науки і техніки вивчити питання про потенційний вплив на здоров'я людини розумних лічильників. Згідно зі звітом Ради в квітні 2011 року не виявлено впливу на здоров'я людини, як через відсутність наукових доказів шкідливого впливу від радіохвиль, так і через те, що вплив радіосигналів розумних лічильників на людей в своїх будинках ймовірно, буде нікчемним в порівнянні з впливом стільникових телефонів і мікрохвильових печей.
Повідомлення про те, що розумні лічильники викликають пожежі, також з'являлися, зокрема, за участю виробника Sensus. У 2012 році енергетична компанія РЕСО замінила лічильники Sensus, розгорнуті в Філадельфії після повідомлень про те, що ряд виробів перегрілися і стали причиною пожежі. У липні 2014 року SaskPower, енергетична компанія канадської провінції Саскачеван, припинила встановлення лічильників Sensus після того, як були виявлені аналогічні поодинокі випадки. Незабаром після цього, Portland General Electric оголосила, що вона замінить 70000 розумних лічильників, які були розгорнуті в штаті Орегон після подібних звітів. Компанія зазначила, що вона була в курсі питань, щонайменше з 2013 року, і що вони були обмежені певними моделями встановленими в період між 2010 і 2012 роками 30 липня 2014 року, після того, як в цілому 8 недавніх інцидентів, пов'язаних з лічильниками, SaskPower було приписано урядом Саскачевану негайно припинити свою програму розумних лічильників, і видалити 105000 розумних лічильників, які вже були встановлені.

### Приватність
Технічною причиною побоювань щодо приватності є те, що інтелектуальні лічильники надсилають детальну інформацію про споживання електроенергії по запиту. Частіші запити означають детальнішу інформацію. Рідкі звіти несуть мало користі постачальнику, і не дозволяють виконувати керування попитом у відповідь на зміну потреби у електроенергії. З іншого боку дуже часті звіти дозволяють постачальнику визначити шаблони поведінки мешканців будинку, наприклад час, коли вони відсутні або сплять. Сучасним трендом є збільшення частоти звітів. Рішенням, яке задовольняє і потреби постачальника, і вимоги приватності споживача, є динамічне налаштування інтервалу опитування. У Британській Колумбії, Канада енергопостачальна організація належить уряду і тому повинна підкорятися вимогам законодавства у галузі приватності, що забороняє продаж даних, зібраних інтелектуальними лічильниками, у той час як приватні постачальники можуть продавати такі дані. У Австралії боргові колектори використовували ці дані для того, щоб визначити коли люди знаходяться вдома. У суді м. Остін, Техас як доказ були представлені дані про споживання енергії тисячами жителів для визначення відхилень від типових шаблонів для того, щоб визначити хто вирощував марихуану.
Дані, які збираються інтелектуальними лічильниками, можуть відкрити значно більше, ніж скільки енергії споживається. Проведені дослідження показали, що виміряні значення потужності з двосекундним інтервалом дозволяють надійно ідентифікувати використання різних електричних приладів і, навіть, канал або програму, який переглядається на телевізорі, на основі шаблонів споживання та шумів, які випромінюються.

### Відмовостійкість
Огляди програм розумних лічильників, мораторіїв, затримок і програм відмов дають деякі відповіді на застереження клієнтів і урядовців. У відповідь жителям, які не хочуть встановлення розумних лічильників у червні 2012 року постачальна компанія на Гаваях змінила свою програму розумних лічильників щодо можливості відмовитися. Постачальна компанія каже, що як тільки проект розгортання розумної енергосистеми наближатиметься до завершення, KIUC зможе перетворити політику відстрочки на політики або програми відмови, і зможе стягувати плату з тих споживачів, що відмовились, щоб покрити витрати на обслуговування традиційних лічильників. Будь-яка плата потребує схвалення від комісії Гаваїв з комунального господарства.
Після отримання численних скарг на здоров'я, злом, і проблеми з конфіденційністю у бездротових цифрових пристроях, комунальна комісія штату Мен США проголосувала за те, щоб дозволити клієнтам відмовитися від зміни лічильників за ціною $12 в місяць. У ще одному штаті США, штаті Коннектикут, де останнім часом розглядається питання розумних лічильників, регулятор відхилив запит найбільшої постачальної компанії штату, «Connecticut Light & Power» (CL & P) на встановлення 1,2 мільйонів пристроїв, стверджуючи, що потенційні заощадження в рахунку за електрику не виправдовують витрати. CL & P вже пропонує своїм клієнтам ціни, встановлені відповідно до часу. Генеральний прокурор штату Джордж Джепсен заявив, що пропозиція клієнтам витратити понад $500 млн на лічильники і натомість отримати кілька переваг у відповідь, заявлена CL & P, є спірною.

### Відсутність заощаджень в результатах
Є питання, чи є або повинна електрика бути послугою в першу чергу «коли вам це потрібно», де співвідношення незручність / рентабельність перемикання навантажень у часі потребує покращення. У районі Чикаго Commonwealth Edison провів тест з установки розумних лічильників на 8000 випадково відібраних домогосподарств разом зі змінними ставками і знижками, щоб стимулювати скорочення під час пікового навантаження. У статті «Crain's Chicago Business Smart grid test underwhelms. In pilot, few power down to save money», було повідомлено, що було про менш ніж 9 % скорочення пікового використання і що загальний обсяг скорочення був «статистично незначущим». Цитата належить доповіді Науково-дослідного інституту електроенергетики, мозкового центру в енергетичній промисловості, який провів дослідження і підготував доповідь. Сьюзан Саттер, старша помічниця генерального прокурора штату Іллінойс з комунальних послуг сказала: «Це руйнівні наслідки для їх плану. […] Звіт показує статистично нульову різницю у результаті в порівнянні з бізнесом, як зазвичай».

### У засобах масової інформації
У 2013 році був випущений документальний фільм «Заберіть свою енергію назад» незалежного канадського режисера Джоша-дель-Соль з описом «брудної електроенергії» і вищезгаданих проблем з інтелектуальними лічильниками, Фільм досліджує різні контексти здоров'я, правові та економічні питання, і особливості у оповіді від мера з Пітерборо, Онтаріо, Деріла Беннетта, а також американського дослідника Де-Кун Лі, журналіста Блейка Левітта, і д-ра Сем Мілхем. Він виграв Leo Award за найкращий повнометражний документальний фільм і щорічну гуманітарну премію від «Інді Fest» в наступному році.